# (32117) 2000 LD5
2000 LD5 (asteroide 32117) é um asteroide da cintura principal. Possui uma excentricidade de 0.20129900 e uma inclinação de 7.58596º.
Este asteroide foi descoberto no dia 5 de junho de 2000 por LINEAR em Socorro.